# ジェイムズ・ボーディン
ジェイムズ・ボーディン2世（英語: James Bowdoin II、[ˈboʊdɪn]、1726年8月7日 - 1790年11月6日）は、アメリカ合衆国マサチューセッツ州ボストンの政治家であり、アメリカ独立戦争の時期における知的指導者だった。1750年代から1770年代（マサチューセッツ湾直轄植民地の時代）にマサチューセッツ議会両院の議員を務めた。当初はイギリス総督を支持していたが、イギリスの植民地政策に反対するようになり、最後は合衆国の独立を提唱する影響力ある人物となった。1770年に起きたボストン虐殺事件について高度に政治的な報告書を著しており、歴史家のフランシス・ウォレットは植民地の世論を形作った最上級に影響力を持った作品だと評価していた。
1775年から1777年までマサチューセッツ植民地会議の実行委員会議長を務め、事実上マサチューセッツ政府の長となった。1779年に州憲法を起草した憲法制定会議の議長に選ばれたが、1780年の知事選挙ではジョン・ハンコックに敗れた。1785年、ハンコックの知事辞任を受けて第2代州知事に選ばれた。知事在任中の2年間は経済状態が悪く、その政府が課した厳しい財政政策のために、シェイズの反乱と呼ばれる暴動が起きた。ボーディンは自ら資金を出して民兵隊を立ち上げ、暴動鎮圧に貢献した。しかし、反逆者に対して高飛車な態度で出たために1787年の知事選では落選することになり、大衆主義者のハンコックが知事に返り咲いた。
ボーディンはその政治活動に加えて、科学の面でも探求に熱心であり、ベンジャミン・フランクリンと協力して電気の研究を進めた。ロンドンの王立協会のフェローに選ばれ、アメリカ芸術科学アカデミーの創設者かつ初代会長になった。アカデミーにはその蔵書を遺贈することになった。メイン州のボーディン大学は、ボーディンの息子であるジェイムズ3世の遺贈により、名付けられた。

## 初期の経歴

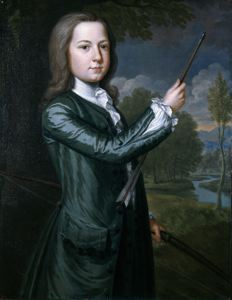
子供時代のボーディンの肖像画、ジョン・スミバート画

1726年8月7日、ボストンの裕福な商人だったジェイムズ・ボーディンとその妻ハンナ・ポーテージとの間に、ボストンで生まれた。祖父のピエールはフランスのユグノーであり、祖国を脱出してきていた。ピエールは家族を連れてまずアイルランドに渡り、その後にマサチューセッツの東部（現在のメイン州）に渡り、1690年にボストンを住処とした。父のジェイムズはその両親からつましい財産を承継したが、ピエールの商売と所有する土地を大きく拡大し、植民地でも最大級に裕福な者となった。ジェイムズ・ボーディン2世はサウス・グラマー・スクール（現在のボストン・ラテン・スクール）で学び、1745年にはハーバード大学を卒業した。1747年に父が死ぬと、かなりの財産を承継することになった。1748年、ハーバードの学友の娘エリザベス・アービングと結婚した。エリザベスとの間には2人の子供が生まれた。

## 科学などの探求
ボーディンは1743年には既にベンジャミン・フランクリンと出逢っており、この二人は科学的な課題について度々協業し、また文通もしていた。ハーバード大学での学生時代にジョン・ウィンスロップから科学の教えを受け、電気学や天文学への興味を抱いた。1750年、ボーディンはフィラデルフィアに旅してフランクリンと会った。ボーディンはフランクリンが行う電気の実験に興味を示し、フランクリンは王立協会に提出するために準備していた論文にボーディンの助言を求めた。フランクリンの事務所を通じて、ボーディンの幾らかの文書が王立協会に提出された。ボーディンは1761年の金星による日面通過をニューファンドランド島で観測するために遠征隊を派遣することについて、植民地議会の支持を得るための推進者だった。同年には、望遠鏡の改良を提案する論文を出版した。1785年、光は「微粒子」によって伝達されるというアイザック・ニュートンの学説に反論する一連の覚書を出版し、自然の観察と聖書の双方を引用していた。
ボーディンの科学に対する興味は終生続いた。1780年、アメリカ芸術科学アカデミーの創設者の一人となった。その初代会長となって終身務め、アカデミーにその蔵書を遺した。ボーディンは科学的論文だけでなく、英語やラテン語で詩も出版した。エジンバラ大学から名誉博士号を贈られ、ハーバード大学のフェローとなった。1788年にはロンドンの王立協会のフェローに選出されており、独立後のアメリカでは最初のフェローとなった。
ボーディンは事業にも広範な興味を持っていた。商人として特徴づけられることが多いが、大西洋貿易に従事し、その主たる興味は土地にあった。その承継遺産には大きな土地が含まれ、その大半は現在のメイン州と、マサチューセッツ州の南岸沖にあるエリザベス島の肥沃な農業地を維持していた。ボーディンはその所有土地を拡大し、ロードアイランド州を除いて、ニューイングランドの各州に資産を持つことになった。メイン州を流れるケネベック川沿いの大きな領土では管理領主の一人であり、土地の不法占拠者や競合する土地の利権について、しばしば法廷手続きに巻き込まれていた。特に不法占拠者との交渉は、マサチューセッツ社会の低層階級に対する嫌悪感を増させることとなり、その政治にもいくらか影響した。その承継遺産にはアトルボロ（現在はブリッジウォーター）にある鉄工所も入っていたが、これは管理に多大な時間を要したので、1770年に売却することになった。アメリカ独立戦争の混乱があったが、ボーディンは常に注意深くその財務的な身の回りを処していた。ボーディンは独立推進派を財政的に支持したが、自分の事業の利益を損なうことなくやり遂げた。独立推進者のジョン・ハンコックが事業を放り出していたのとは対照的だった。
後の1784年、ボーディンはマサチューセッツ銀行の初代頭取を務め、さらにマサチューセッツ人道協会（海難船生存者やその他水に関する災難の被災者を救援することを目指した組織）の初代会長も務めた。

## 総督委員会、イギリス支配に対する反対

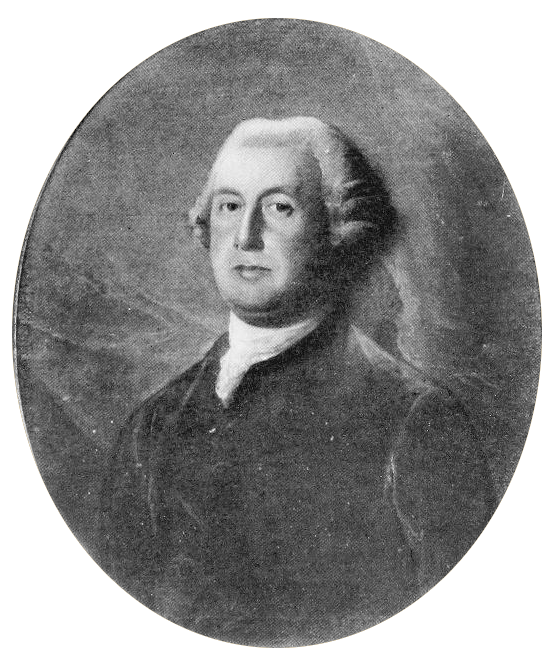
フランシス・バーナード総督

ボーディンは1753年に植民地議会議員に選出され、1756年には総督委員会委員に指名された。当初はイギリス本国から指名される総督を支持していたが、イギリスの植民地政策が次第に不人気になるにつれて、それはニューイングランドの経済に否定的な効果しか与えないと考え、その政治姿勢は急進的となった。その見解の変化には個人的な要素も大きく影響した。地元税関支配人であり、ボーディンの義理の息子であるジョン・テンプルが、1760年代に総督フランシス・バーナードとの不快な論争に巻き込まれていた。1769年までに、総督委員会で総督に反対する主要な代弁者の1人になっていた。同年、バーナードはボーディンを再度委員に選出することを拒否した。しかし、ボーディンはバーナードを総督から失脚させる推進者だった。バーナードが書いていた植民地政府を批判する私的文書が1769年に出版されて、大いに怒りを買った。ボーディンはバーナードの文書に挙げられた告発や主張に反論し、バーナードの辞職を要求する高度に論争を呼ぶような小冊子を出版し、それが植民地担当大臣のヒルズボロ伯爵ウィルズ・ヒルに送られた。
1770年、ボーディンは植民地議会議員に再選され、同年にバーナードが植民地を去ってから間もなく総督委員会委員にも再選された。総督代行のトマス・ハッチンソンもボーディンの総督委員会復帰を黙認し、下院で批判をさせておくよりもそこに居た方が危険性が少ないと見ていた。しかし、ボーディンが明けた下院の議席は総督にとってもう一人の指導的政敵であるサミュエル・アダムズが奪い、ハッチンソンは両面で反対の先鋒と対峙することになった。
1770年3月5日に起きたボストン虐殺事件の後、ボーディンはボストンのタウンミーティングからこの事件を調査する委員会委員に選ばれた。この委員会は宣誓供述を取って事件を詳述する報告書を作成し、『恐ろしい虐殺の要約した叙述』と題して出版した。この作品は総督ばかりでなく、ボストンに駐屯するイギリス軍の軍隊の挙動も大いに批判していた。歴史家のフランシス・ウォレットは、植民地の世論に影響を与える大きな宣伝作品の1つと特徴づけた。イギリスの政策に対するボーディンの反対は、ハッチンソンの政権でも継続し、ハッチンソンの手紙が公開されたときは、バーナードの手紙事件と同様な激怒を買い、ボーディンは再度総督を大いに批判する作品を書き、総督の辞任を要求した。ハッチンソンの後継者トマス・ゲイジ将軍は、1774年にボーディンが総督委員会委員に選ばれたときにこれに拒否権を使い、「陛下からの命令に従い」彼を委員会から排除すると表明した。

## マサチューセッツ政府

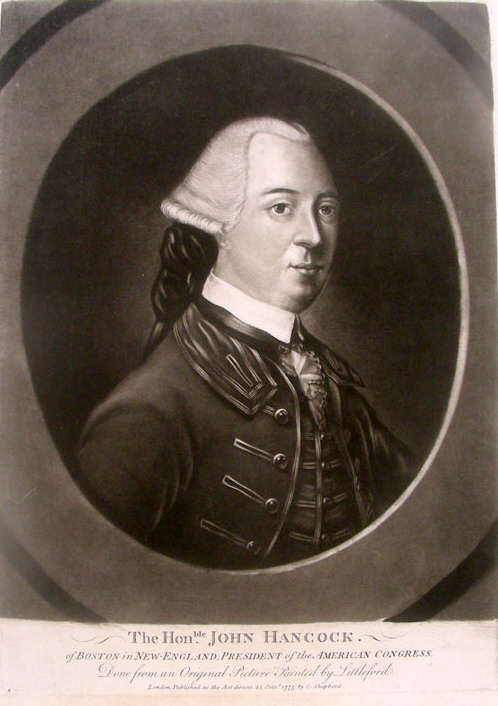
ジョン・ハンコック（イギリスのメゾチント版画、1775年）、ボーディンにとって政治でも個人的にも永遠の対抗者

1774年、ボーディンは第一次大陸会議の代議員に指名されたが、妻エリザベスの健康が優れないことを理由に出席しなかった。妻の病気は恐らく肺結核であり、ボーディンにも影響していた。ボーディンはアメリカ独立戦争が勃発した1775年にも病を患い、イギリス軍が占領するボストンを家族ごとに離れ（地域の民兵隊が包囲していた）、まずドーチェスターに、最後はミドルボロに落ち着き、そこに1778年まで住んだ（ボーディンのビーコン通りにあった邸宅は、イギリス軍のジョン・バーゴイン将軍が占有していた）。ボーディンは病後の回復期にあったが、ボストンとその周辺で起きる出来事について知らされ続けており、マサチューセッツ植民地会議の執行委員会議長に選出された。1777年まで務めたこの地位は、事実上マサチューセッツ邦政府の長ということになった。ボーディンは健康状態が思わしくないことを挙げて、その職を辞し、公衆の前から姿を隠した。ボーディンは他の独立推進者との文通を継続しており、その信頼を得ていたが、戦争遂行の現場に居なかったことで、後に政治的に難しい立場になった。1778年には公的生活に戻り始め、1779年にマサチューセッツ邦が独自の憲法を起草したときは、それを定めるために招集された会議の議長を務め、憲法案を起草した委員会の委員長を務めた。この委員会の委員だったジョン・アダムズがマサチューセッツ憲法を書いた者と一般に認められているが、ボーディンとサミュエル・アダムズもそこそこの貢献を果たした。
1780年に開催された最初の州知事選挙では、ボーディンもジョン・ハンコックに対抗して出馬した。この時は正式な政党というものが無く、選挙は個性、人気、愛国心の比較だった。ハンコックは大きな人気があり、第二次大陸会議に個人的に献身し、指導してきたという疑いも無い愛国心があった。ボーディンはハンコックの支持者から、第一次大陸会議に欠席した（ボーディン自身の病気という理由があっても）ということを特に取り上げ、愛国的ではないと批判された。ボーディンの支持者はマサチューセッツの海岸社会から商業的な利益を十分得ている者達であり、ハンコックのことを人民に迎合する気取り屋の扇動政治家と攻撃した。ハンコックが投票総数の90%以上の支持を集め、大勝した。マサチューセッツ州議会はボーディンに副知事あるいは上院議員のどちらかと提案したが、ボーディンは健康が優れないことを理由にどちらも辞退した。この選挙後、ハンコックはボーディンを州法を改定し統合する委員に指名した。
その後の選挙でもボーディンは何度もハンコックに対抗して出馬したが、ハンコックの巨大な人気には勝てなかった。この二人の争いは、事業、政治、宗教にまで広がる長く続いた競争意識の1要素であり、個人的な敵対意識に深く根ざしていた。二人ともにハーバード大学の管理に関わり、その確執が時には醜いものになった。例えば1776年、ハンコックが大学の財務官と第二次大陸会議の議長を同時に兼ねているとき、ボーディンが主宰した委員会が、ハンコックが自ら保持している証券が戦争故に危険であると判断し、代議員をフィラデルフィアに派遣して、その計算書を受け取り、証券そのものを保護した。ハンコックの遅れがちな反応と、計算書を作成するのを拒んだことで、数年間も引きずることになり、その結果ボーディンはハーバード大学監視委員会の問責決議を引き出すことになった。この件は1783年にハンコックが主宰している公開集会で大学の問題が読み上げられ議論されたときに、最頂点に達した。ボーディンもハンコックもブラトル通り教会の礼拝に出席しており、そこでは彼らが金を出して教会の建物に加えた改善の大きさや質について（新しいものの場所であっても）競い合った。同時代の政治家ジェイムズ・ウォーレンは二人の違いについて把握し、「私は彼らのどちらの感情も羨んだりしない。一人の空虚さは、それが失望させられるものであれば毒蛇のようにだますであろうし、他方による進歩が成功しないならば、その「謙譲な」誇りを傷つけるだろう」と指摘していた。この二人の競争関係は激しいものだったので、ボーディンの名前を採ったボーディン大学の設立も、ハンコックの死後にまで伸びた。
1785年、マサチューセッツ州西部で経済不況に関わり不安定な要素があることを感じ取ったハンコックは、その職に留まる事を求められると予測しながら、辞任を申し出た。しかし、議会は慰留しようとはせず、ハンコックは健康悪化を理由に本当に辞任してしまった。その年の州知事選挙は、ボーディン、ハンコックの政策を継ぐ者と見られたが、カリスマ性はなかった副知事のトマス・クッシング、独立戦争時の将軍ベンジャミン・リンカーンが競った。当時の選挙運動は扱いにくいものだった。ボーディンとサミュエル・アダムズは、ハンコックとクッシングの採った戦法に倣い、最近設立され地元では議論のある社交クラブ（「サンスーシ」あるいは「ティ・アセンブリー」と呼ばれた）を掌握した。そこではトランプ遊びやダンスが行われ（これらの活動は社会的に保守的なボストンでは以前に禁じられていた）、ハンコックの任期中には道徳的頽廃の印と見られた。クッシングの支持者は、ボーディンを戦争中に臆病だったと非難し1780年に副知事就任を拒否することで民衆を侮辱したと言った。選挙人は誰にも過半数を与えられず、議会が厳しい分裂投票によって最終的にボーディンを知事に選ぶことで決着した。

### シェイズの反乱
ハンコックは知事である間に税の滞納者から税金を集めるために活発に行動することを拒否した。ボーディンは国が負っている外国に対する負債について、州が払う分の支払いをするために、税率を上げ、過去の滞納分を集めようとした。これらの行動は、総体的な戦後の経済不況、および貨幣不足によって生じた信用収縮と組み合わされ、州内田園部全体に大混乱を生じさせた。田園部で組織された会議では州議会に抗議文書を提出した。議会はボーディンを始め州の海岸部にいる保守的な商人が優勢な状態にあった。

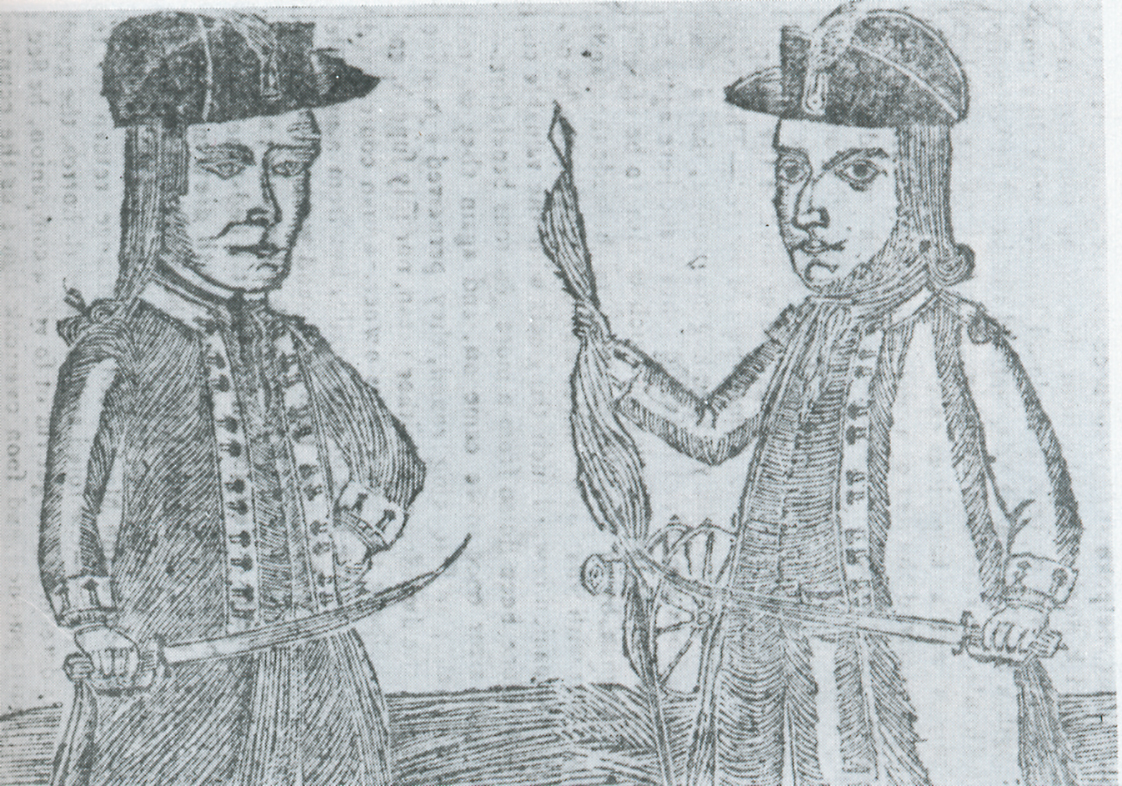
シェイズの反乱の指導者であるダニエル・シェイズとジョブ・シャタックを描いた木版画

1786年8月にこれらの苦情に実質的な検討を行うことなく州議会が休会となった後、田園部の抗議者が直接行動を組織し、抗議の行進を始め、税の支払いを強制し、民事没収の判断をして、不満の対象になっていた州の裁判所体系を遮断した。ボーディンは9月初旬にこれらの行動を非難する宣言を発したが、直接民兵の対応に訴えるようなあからさまな処置は取らなかった（これは隣接するコネチカット州やニューハンプシャー州の知事とは異なっていた）。ウースターの裁判所が9月5日の同様な行動で遮断されたとき、主に抗議者に同情的な者で構成されていた郡の民兵が出動を拒否し、ボーディンを大いに悔しがらせた。抗議行動と裁判所の遮断が続き、10月に書かれた通信では「我々は現在無政府状態にあり、混乱は内乱と紙一重である」と書かれていた。
議会はボーディンとサミュエル・アダムズの指導下に、暴動法を成立させ、「人身保護令状」発行を中断し、抗議の理由となる財政問題に対処させる法を成立させたが、その試みは失敗した。1787年1月までに改革を要求して始まった抗議は「マサチューセッツ州の専制的政府」への直接攻撃となるほど成長した。特にハンプシャー郡（当時は現在のハンプデン郡とフランクリン郡を含んでいた）は、反乱の温床となり、ダニエル・シェイズやルーク・デイのような指導者が、政府の機関に対する攻撃を組織するようになっていた。
連邦政府は然るべき勢力の軍隊を組織できなかったため、ボーディンは西部郡の民兵に頼ることができず、1787年1月初旬には、東部商人が資金を出して民兵を創設することを提案した。独立戦争の将軍ベンジャミン・リンカーンがそのために資金を集めて部隊を立ち上げ、1月19日までにウースターに3,000名を集結させた。2月25日にはスプリングフィールド武器庫で膠着状態となり、反乱者数人が死亡し、リンカーンは2月4日にピーターズハムで反乱軍を倒し、大規模反抗を終わらせた。
リンカーンがピーターズハムに到着したのと同じ日、州議会は州に戒厳令を発行することを認める法を成立させ、州知事に反乱に対して行動する幅広い権限を与えた。民兵を組織したリンカーンと商人に資金を返還することも承認し、さらなる民兵徴兵も認めた。2月1日、議会は資格停止法を成立させ、反乱同調者による合法的反応を妨げることとした。この法は、反乱者と認められた者が様々な選出あるいは指名の役職を持つことを禁じるものだった。
反乱軍の鎮圧と、資格停止法で課された和解の厳しい条件は、ボーディン知事に対して政治的に負に作用するものとなった。1787年4月に開催された選挙では、州内の田園部からボーディンはほとんど票を得られず、ジョン・ハンコックに完敗した。
1788年、ボーディンはアメリカ合衆国憲法を批准するためのマサチューセッツ州会議の委員を務めた。連邦党の強い支持者であるボーディンはその批准のために懸命に努め、懐疑的なサミュエル・アダムズやその支持者を、批准賛成派の代議員と共にディナーに招待することで、仲間に引き入れた。また今後の選挙でジョン・ハンコックに対する連邦党の支持を約束した。1789年の選挙ではボーディンも出馬していたものの、ボーディンの連邦党支持者がハンコックを支えた。ボーディンの後年は慈善と科学的探究で活動を続け、アメリカ芸術科学アカデミーとマサチューセッツ人道協会の指導も続けた。新しい事業への投資も続け、1789年にはアメリカから初めて清に航海する商船のうちの1隻について株式を購入した。

## 死と遺産

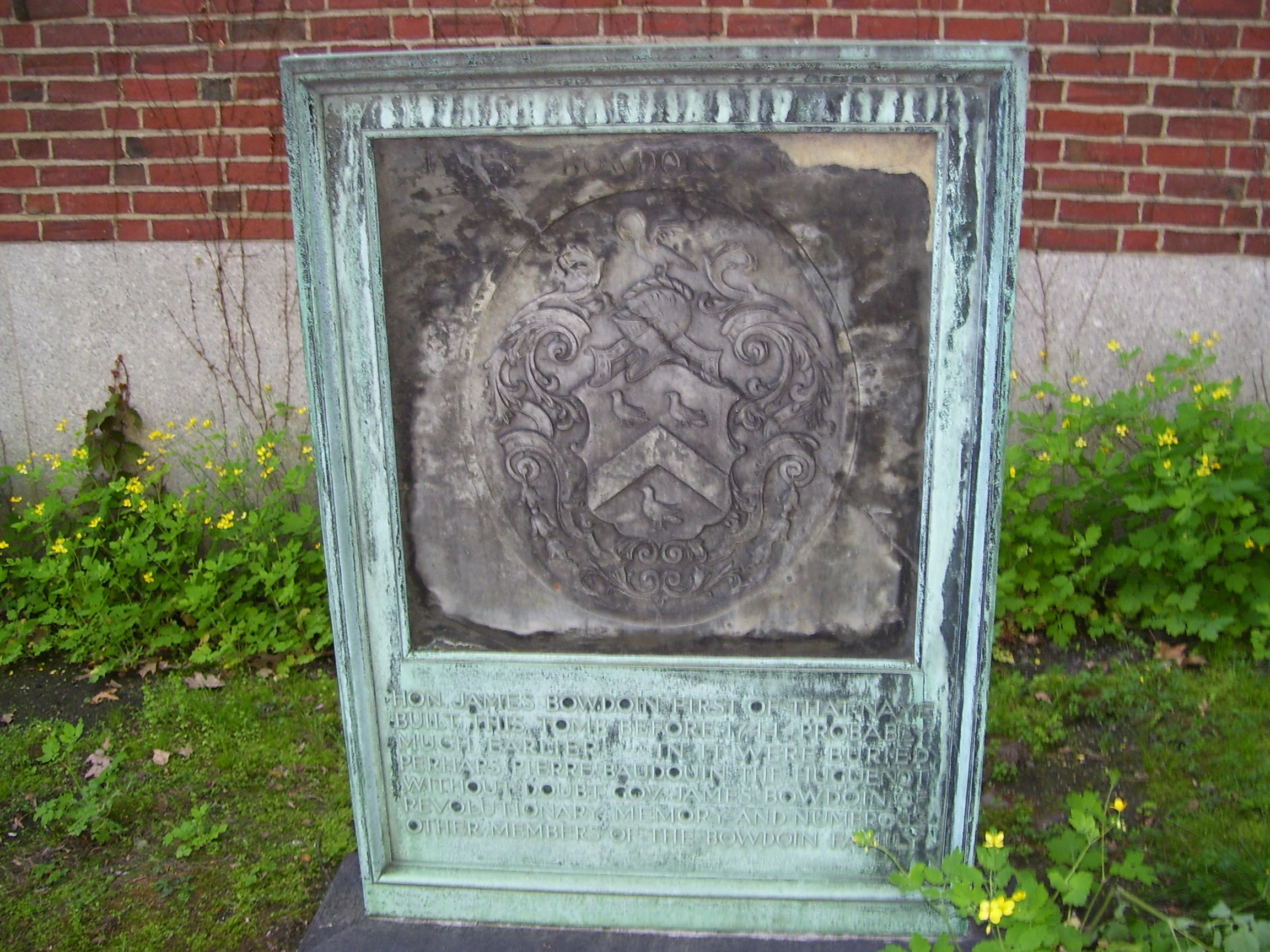
グラナリー埋葬所にあるボーディンの墓

ボーディンは1790年11月6日にボストンで、「腐敗性熱と赤痢」のために死んだ。その葬儀は当時のボストンで最大級のものとなり、通りを埋め尽くした人々が葬儀の進行を見つめた。遺骸はボストンのグラナリー埋葬所に埋葬された。その遺産の中にはハーバード大学に宛てて、現在ボーディン賞と呼ばれる賞の基金を贈るものがあった。ボーディンの息子ジェイムズ・ボーディン3世は、メイン州ブランズウィック（メイン州）ブランズウィックにあった家族の資産から土地を、さらに資金と書籍を寄付してボーディン大学を設立し、父の栄世のためにその名を付けた。
現在ハーバード大学科学部にある、時計製作者ジョセフ・ポープが制作した太陽系儀には、ボーディンとベンジャミン・フランクリンの青銅製人物像が入っており、ポール・リビアが鋳造したものとされている（ポープの家が1787年に火事になったときに、ボーディンが装置の救出に貢献した）。
ボストン市でボーディンの名を関するランドマークとして、ボーディン通り、ボーディン広場、ボーディン駅（マサチューセッツ湾交通局地下鉄のブルーライン）がある。1788年に法人化されたメイン州ボーディン町はボーディンの名前を採られた。その隣のボーディナム（1762年法人化）は祖父のピエールあるいはその兄のウィリアムに因む命名である。

## 関連図書
- A Short Narrative of the Horrid Massacre. London: W. Bingley. (1770). OCLC 510892519  The colonists' account of the Boston Massacre, which Bowdoin was partly responsible for writing